# Videnskabernes Selskab
 For alternative betydninger, se Videnskabernes Selskab (flertydig). (Se også artikler, som begynder med Videnskabernes Selskab)
Videnskabernes Selskab, officielt Det Kongelige Danske Videnskabernes Selskab (engelsk: The Royal Danish Academy of Sciences and Letters), er et dansk videnskabsakademi. Selskabet blev stiftet den 13. november 1742 og har til formål at styrke videnskabens stilling i Danmark og fremme tværvidenskabelig forståelse. Videnskabernes Selskab fungerer som samarbejdsorgan og mødested for fremtrædende forskere fra alle områder af grundvidenskabelig forskning. Dets kernevirksomhed består i at afholde medlemsmøder, at udgive videnskabelige publikationer, i rådgivende og formidlende virksomhed, i at afholde arrangementer af videnskabelig karakter (herunder offentlige foredrag og symposier) samt deltagelse i internationalt samarbejde, både med andre videnskabsakademier og med videnskabelige organisationer som fx ISC og EASAC. Selskabet har siden 1745 haft sit eget forlag, der løbende udgiver videnskabelige bøger under fire forskellige skriftserier med titlen Scientia Danica. Et år efter publiceringen af et værk tilgængeliggøres det for alle via Selskabets publikationsplatform. Videnskabernes Selskab administrerer en række fonde, som yder støtte til forskelligt videnskabeligt arbejde, herunder ved finansieringen af forskningsophold i udlandet. Hans Majestæt Kong Frederik X er Selskabets protektor.
I 2011 udvidede Selskabet dets aktiviteter ved stiftelsen af Det Unge Akademi (DUA), et videnskabeligt forum for unge, talentfulde forskere.
I 2015 blev Dronning Margrethe ll’s Videnskabspris etableret som en videnskabspris, der bliver givet til forskere under 50 år.

## Medlemmer
Selskabet har ca. 250 indenlandske og ca. 250 udenlandske medlemmer. Medlemmerne er topforskere inden for naturvidenskab, humaniora og samfundsvidenskab. Der vælges hvert år et antal nye medlemmer, som fordeles på to klasser: den naturvidenskabelige klasse og den humanistiske/samfundsvidenskabelige klasse. I lige år indvælges 9 nye naturvidenskabelige medlemmer, og i ulige år indvælges 6 nye humanistiske/samfundsvidenskabelige medlemmer.
Af medlemmernes midte vælges et præsidie, der fungerer som Selskabets ledelse. Præsidiet består af hhv. en præsident (per 2024 professor Susanne Ditlevsen), en generalsekretær (p.t. professor Thomas Sinkjær[kilde mangler]), en redaktør (p.t. professor Marianne Pade[kilde mangler]), to vicepræsidenter (som samtidig er klasseformænd for hhv. den naturvidenskabelige klasse og den humanistiske/samfundsvidenskabelige klasse) samt en klasserepræsentant for hver af klasserne. Flere prominente videnskabsmænd har gennem tiden bestridt disse præsidieposter – heriblandt H.C. Ørsted, der i en lang årrække fungerede som Selskabets generalsekretær, og Niels Bohr, der var Selskabets præsident i perioden 1939-1962.
Selskabets præsidium udfører sine opgaver med bistand fra Videnskabernes Selskabs sekretariat. Sekretariatet varetager de administrative funktioner, der understøtter Selskabets opgaver.

## Selskabets historie
Selskabet blev stiftet den 13. november i 1742 som et "lærdt Societeet" af hhv. Johan Ludvig Holstein (lensgreve, gehejmekonferensråd), Hans Gram (justitsråd, kgl. historiograf og professor), Erik Pontoppidan (professor i teologi) og Henrik Hielmstierne (f. Henrichsen, sekretær i Danske Kancelli) med Kong Christian VI's approbation. Videnskabernes Selskab stod i perioden 1761-1843 for en geografisk og trigonometrisk opmåling af Danmark og Slesvig-Holsten, hvorved der blev udgivet 24 kort. Et andet af Selskabets projekter var Dansk Ordbog, der udkom 1793-1905 i otte bind. 
Gennem årene har en del af Selskabets virksomhed desuden bestået i at udskrive prisopgaver og uddele hhv. sølv- og guldmedaljer til prominente forskere i og uden for Selskabet. Uddelingen af medaljer finder stadig sted i dag.
Fra 1855-1899 holdt Selskabet sine møder i Prinsens Palais (i dag Nationalmuseet). Indtil da havde Selskabet hjemsted forskellige steder, og møder blev sommetider afholdt i fx stifternes egne, private hjem. I 1899 fik Videnskabernes Selskab sammen med Carlsbergfondet sit hjemsted i bygningen på H.C. Andersens Boulevard, hvor begge endnu har til huse i dag. Huset er tegnet i nyrenæssancestil af arkitekten Vilhelm Petersen. I 1876 stiftede brygger J.C. Jacobsen Carlsbergfondet med det formål at fremme videnskaben. Carlsbergfondets direktion består i dag af fem videnskabsmænd valgt af og blandt de indenlandske medlemmer af Videnskabernes Selskab.
Marie Skłodowska-Curie var den første kvinde nogensinde til at blive indvalgt som medlem af Videnskabernes Selskab. I 1968 blev den første danske kvinde, Eli Fischer-Jørgensen, valgt til medlem af Selskabet. Selskabets medlemsskare tæller mange store forskernavne, både internationalt og nationalt. Af disse kan bl.a. nævnes Albert Einstein, Charles Darwin, Niels Bohr, H.C. Ørsted og August Krogh.
Siden dets oprettelse i 1742 har Selskabet holdt privat arkiv, og der eksisterer derfor i dag en enorm mængde videnskabshistoriske arkivalier fra Selskabet, som spænder over alt fra portrætfotografier og håndskrevne breve til aldrig publicerede prisopgavebesvarelser og et utal af modeller, diagrammer, tegninger og andre videnskabelige arbejder. Hele Selskabets arkiv blev i 2019 overflyttet til Rigsarkivet og kan fremsøges via Rigsarkivets platform, Daisy.

## Andre henvisninger
- Hjemmeside for Videnskabernes Selskab.
- Et Jubilæumsskrift – Det Kongelige Danske Videnskabernes Selskab 1742-2017, udgivet 2017 på Videnskabernes Selskabs Forlag.
- Lovers of Learning – A History of the Royal Danish Academy of Sciences and Letters 1742-1992, af Olaf Pedersen, København 1992, Munksgaard.
- Det Kongelige Danske Videnskabernes Selskab – Samlinger til Selskabets historie, Bind I-V, af Asger Lomholt, København 1961, Ejnar Munksgaard.
- Oversigt over Selskabets virksomhed (udkommer årligt).
- Selskabets Formål og Vedtægter.
- Daisy, Rigsarkivet.
- Videnskabernes Selskabs publikationsplatform

55°40′23″N 12°34′26″Ø / 55.67312°N 12.57395°Ø